# Zbigniew Dłubak

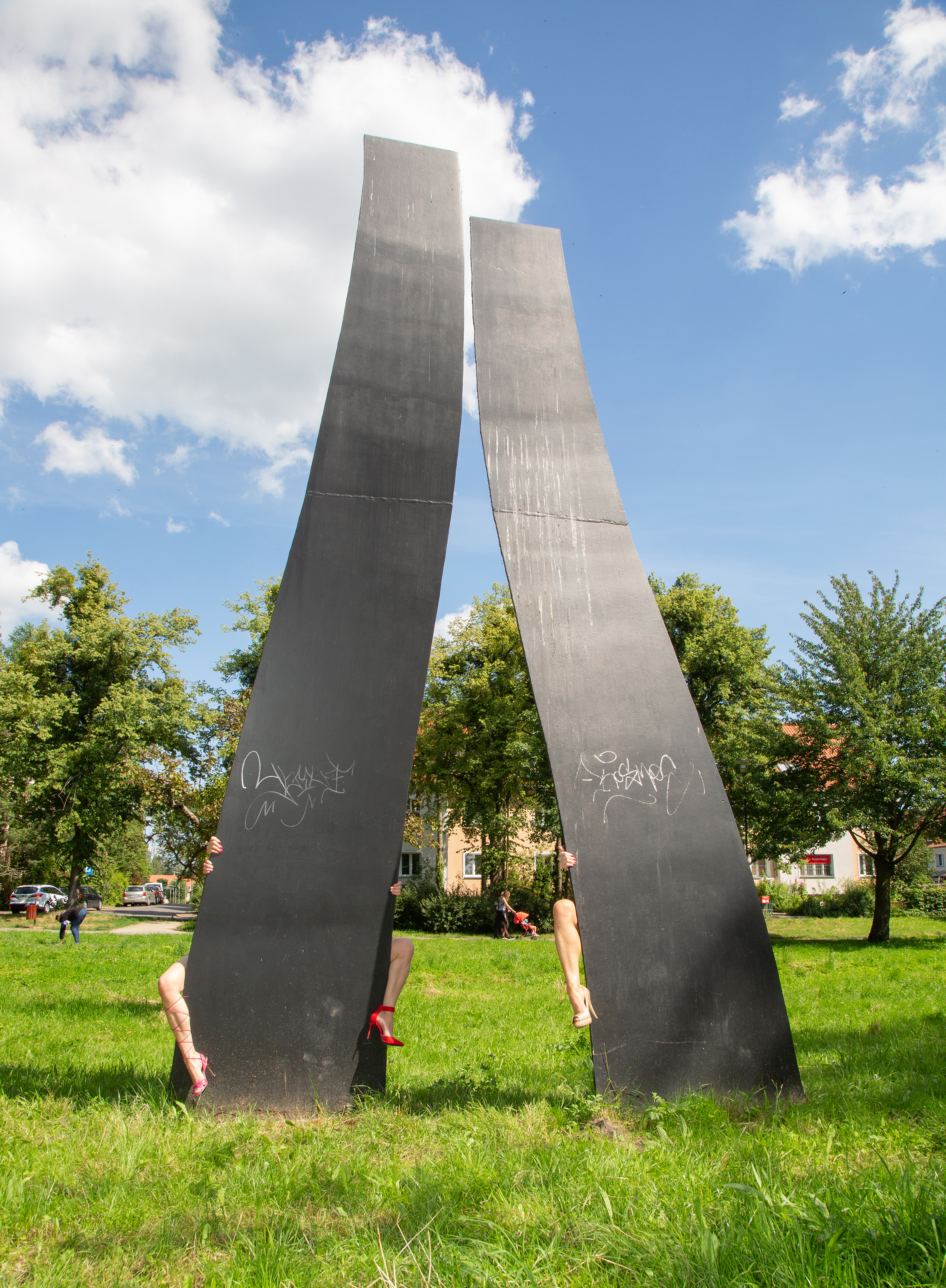
Rzeźba z I Biennale Form Przestrzennych w Elblągu (1965)

Zbigniew Andrzej Dłubak (ur. 26 kwietnia 1921 w Radomsku, zm. 21 sierpnia 2005 w Warszawie) – polski teoretyk sztuki, malarz i fotograf, członek grupy Permafo i współtwórca galerii o tej samej nazwie. Więzień obozów Auschwitz i Mauthausen. Pierwszą wystawę zorganizował na pryczy w baraku obozowym.

## Działalność artystyczna
Aresztowany podczas powstania warszawskiego. W czasie II wojny światowej był więźniem obozu koncentracyjnego w Mauthausen-Gusen, gdzie organizował krótkie pokazy artystyczne. Był członkiem Klubu Młodych Artystów i Naukowców w latach 1947–1949. Współpracował z galeriami: Krzywe Koło, Współczesna, Mała Galeria, Labirynt, Zamek, Remont, Permafo, Foto-Medium-Art. Razem z Marianem Boguszem i Kajetanem Sosnowskim założył Grupę 55 (1955). Należał do Związku Polskich Artystów Fotografików, pełniąc m.in. funkcję prezesa oraz przewodniczącego Rady Artystycznej. W czasie I Biennale Form Przestrzennych (1965) zrealizował rzeźbę o wysokości 7 metrów, zlokalizowaną w Parku im. Michała Kajki w Elblągu. Powstała przy współpracy: Z. Czarneckim, S. Rusinem, S. Szymańskim, L. Ciesielskim, A. Tażuszelem, J. Gdreń, E. Grzybowińskim. Uczestnik Sympozjum Plastycznego Wrocław ’70, we współpracy z Natalią LL i Andrzejem Lachowiczem. Był jednym z trzech projektantów Pawilonu sportowo-administracyjnego Stadionu Dziesięciolecia.  
W latach 1953–1972 był redaktorem naczelnym miesięcznika „Fotografia”. Wykładał w Wyższej Szkole Filmowej i Państwowej Wyższej Szkole Sztuk Plastycznych w Łodzi (1966–1975). Wraz z Mariuszem Łukawskim, Jarosławem Kudajem i Mirosławem Woźnicą, założył „Seminarium Warszawskie”, grupę młodych artystów pracujących nad teorią sztuki (1975–1982). Od 1982 mieszkał w Meudon pod Paryżem.
Na jego dorobek składają się m.in. cykle obrazów: Wojna, Macierzyństwo, Amonity, Antropolity, Movens, Systemy, oraz cykle fotografii: Egzystencje, Gestykulacje.
Pochowany na cmentarzu Powązki Wojskowe w Warszawie (kwatera 10A-8-4).

## Ordery i odznaczenia
- Order Krzyża Grunwaldu III klasy
- Krzyż Walecznych
- Srebrny Krzyż Zasługi
- Złoty Krzyż Zasługi

## Nagrody
- Nagroda Prezesa Rady Ministrów I stopnia (1979)
- Nagroda im. Katarzyny Kobro (2001).

## Galeria

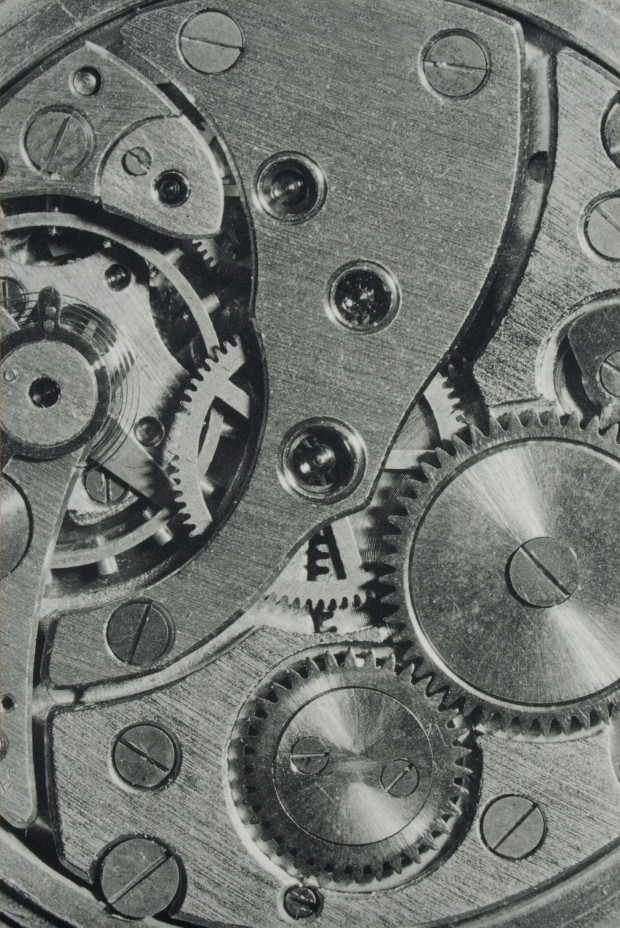
Plansza dydaktyczna I
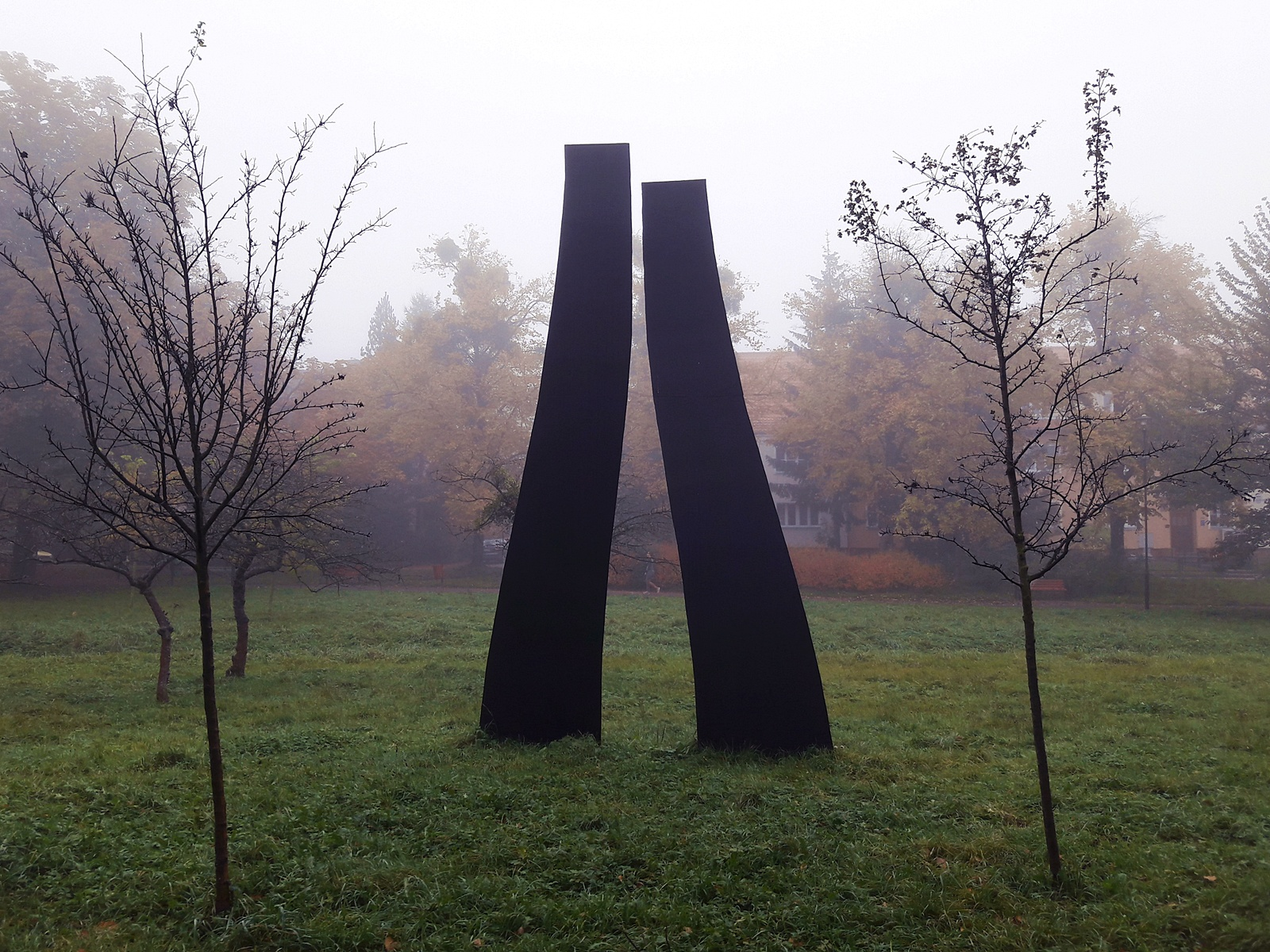
Forma przestrzenna Zbigniewa Dłubaka - Park Kajki w Elblągu
Zbigniew Dłubak, Natalia Lach-Lachowicz, Andrzej Lachowicz, Kompendium (przód), 1970 (w ramach Sympozjum Plastycznego Wrocław ’70), kolekcja MWW
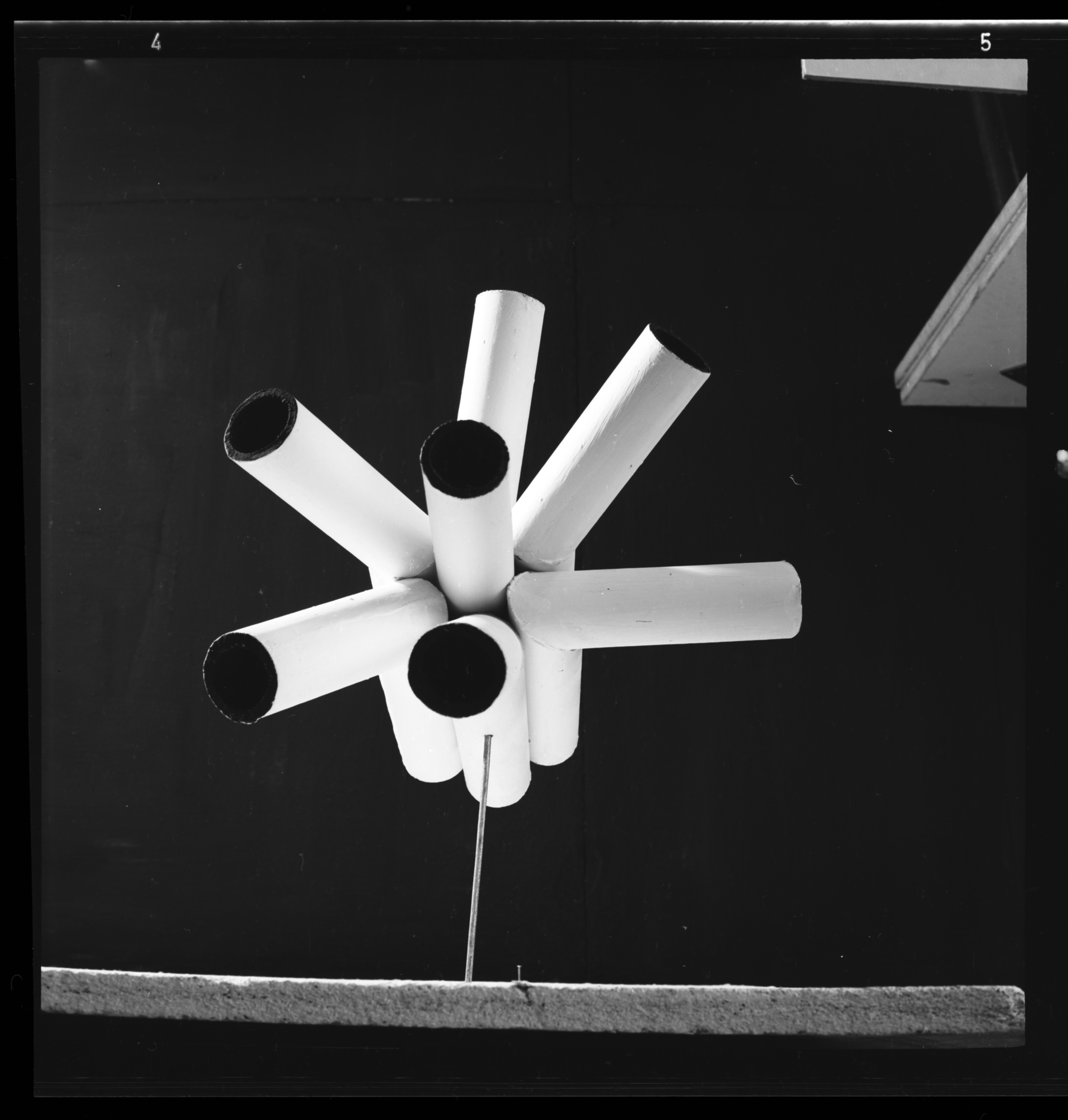
Zbigniew Dłubak, Natalia Lach-Lachowicz, Andrzej Lachowicz, Kompendium (tył), 1970 (w ramach Sympozjum Plastycznego Wrocław ’70), kolekcja MWW
Zbigniew Dłubak, Natalia Lach-Lachowicz, Andrzej Lachowicz, zespół form przestrzennych, 1970 (w ramach Sympozjum Plastycznego Wrocław ’70), kolekcja MWW
Zbigniew Dłubak, Natalia Lach-Lachowicz, Andrzej Lachowicz, Kompendium (tył), 1970 (w ramach Sympozjum Plastycznego Wrocław ’70), kolekcja MWW